# Hockenheim
Hockenheim è una cittadina di 21 745 abitanti nel Nord-Ovest del Land tedesco del Baden-Württemberg,  20 km a sud di Mannheim. È una delle sei città più grandi della Rhein-Neckar-Kreis.  È internazionalmente famosa come sede dell'Hockenheimring, circuito per automobilismo e motociclismo, sede del Gran Premio di Germania di Formula 1.

## Amministrazione

### Gemellaggi
- Commercy